# José de San Martín
José Francisco de San Martín Matorras, cunoscut sub numele de José de San Martín (n. 25 februarie 1778, África⁠(d), Provincia Corrientes, Argentina – d. 17 august 1850, Boulogne-sur-Mer, Nord-Pas-de-Calais, Franța), a fost un general argentinian, lider al luptei pentru independență din jumătatea sudică a Americii de Sud.
Născut la 25 februarie 1778 la Yapeyú, astăzi în Provincia Corrientes din Argentina, a plecat din țară la șapte ani și a studiat la o școală aristocratică din Madrid, Spania, unde s-a împrietenit cu chilianul Bernardo O'Higgins.
În 1808, după ce a luptat în armata spaniolă în Războiul Peninsular împotriva Franței, și după ce a participat la mai multe bătăliei, cum ar fi cea de la Bailén, San Martín a început să aibă contacte cu sudamericani susținători ai independenței față de Spania.
În 1812, a plecat din Anglia spre Buenos Aires, unde și-a oferit serviciile Provinciilor Unite ale Americii de Sud (Argentina de astăzi). După bătălia de la San Lorenzo din 1813, și după o perioadă în care a condus Armata Nordului în 1814, a început să-și aplice planul de înfrângere a armatei spaniole ce amenința Provinciile Unite din Perú Superior, luând un drum puțin umblat către Viceregatul Perú. Acest obiectiv a impus înființarea unei noi armate, Armata Anzilor, în Provincia Cuyo, Argentina. De acolo, el a condus Traversarea Anzilor în Chile și a învins armatele spaniole în bătălia de la Chacabuco și în cea de la Maipú (1818), eliberând astfel Chile de sub dominația regalistă. Apoi a plecat pe mare cu scopul de a ataca fortăreața spaniolă de la Lima, Perú.
La 12 iulie 1821, după ce a ocupat parțial Lima, San Martín a fost numit Protector al Perúlui, iar la 28 iulie s-a declarat oficial independența Perului. După un an, în urma unei întâlniri cu ușile închise cu libertadorul Simón Bolívar ținută la Guayaquil, Ecuador, la 22 iulie 1822, Bolívar și-a asumat misiunea de eliberare a Perului. San Martín a plecat pe neașteptate din țară și a renunțat la comanda armatei sale, ieșind din activitatea politică și militară. El s-a mutat în 1824 în Franța. Detaliile întâlnirii din 22 iulie nu au fost clarificate de istorici nici astăzi.
Împreună cu Simón Bolívar, San Martín este considerat unul dintre Eliberatorii Americii de Sud spaniole. El este eroul național al Argentinei, țară în care cea mai înaltă decorație se numește Ordinul Eliberatorului San Martin (în spaniolă Orden del Libertador San Martín).